# Бормашина
Бо̀рмашината или дрѐлката е машина, с основно предназначение за пробиване на отвори посредством инструменти – свредла. В зависимост от използвания инструмент посредством бормашина може да се обработват различни материали – метал, дърво, бетон и др.
Може да се използва и за завиване и развиване на винтове, шлайфане, бъркане на строителни смеси или премахване на стара боя, според различните приставки, които се произвеждат и предлагат масово на пазара.

## Видове

### Според начина на задвижване
В зависимост от задвижването, всеки вид бормашини имат своите предимства и недостатъци спрямо останалите.
- Ръчни

Ръчните бормашини получават задвижване чрез въртене на ръчка, която чрез предавка задвижва патронника. Това е стара конструкция от първата половина на 20 век, която се е използвала за полеви и аварийни ремонти на места, където няма електрическо захранване. Те са почти напълно изместени от акумулаторните.
Вижте също: маткап.
- Електрически

- Кабелни

Задвижват се от монофазен или трифазен електродвигател, захранващ се от електрическата мрежа или подвижен електрически генератор. Повечето нови модели имат възможност за плавно регулиране на оборотите в определен диапазон, което ги прави универсални, тъй като всеки един материал се разпробива най-добре при определени стойности на оборотите на въртене и вида на използваното свредло. Други модели имат и ударно действие, което позволява пробиването на отвори в твърди, абразивни материали, но това също е свързано с вида свредло и честотата на въртенето му.
- Акумулаторни

Задвижват се от електродвигател, захранващ се от акумулатор в самата бормашина: никел-кадмиева(Ni-CD) или никел – метал хидридна (Ni-MH) батерия. За зареждането на акумулатора (батерията) се използва зарядно устройство, което се включва към мрежово захранване. Позволяват изцяло автономна и удобна работа, без да са необходими кабели или маркучи за въздух. Използват се предимно от монтажни или ремонтни бригади, както и за любителски нужди, тъй като времето за използване е ограничено от капацитета на акумулатора.
Вижте също: винтоверт.
- Пневматични

Пневматичните бормашини се задвижват от сгъстен въздух, подаван от компресор. При натискането на спусъка въздушният поток се насочва към турбина, която от своя страна задвижва патронника на инструмента. Използването им донякъде се обуславя от вида компресор, използван за задвижването им. При използване на електрически компресор, те намират широко разпространение в гаражи, дърводески цехове и други производства, свързани с разпробиване на отвори. В случай, че се задвижват от компресори, използващи двигател с вътрешно горене, приложението им се разширява в ремонтните дейности, извършващи се на открито и при липсващи източници на мрежово захранване: гори, нови отдалечени строежи и др.
Тези бормашини са широко използвани от стоматолозите и ортодонтите при зъболечението. Зъболекарските бормашинки достигат скорост до 300 000 об/мин., като за охлаждане на пробивания материал (дентин, пломба, протеза) използват вода, впръсквана в работната зона от самата бормашинка.

### Според приложението
- Любителски или още домашни – отличават се с достъпна цена и малка до средна мощност
- Професионални универсални бормашини – имат висока издръжливост на натоварване
- Специализирани – използват се за съвсем специфични цели, например за изработване на цеви

### Според функционалността
- Ръчни – свредлото може да бъде свободно насочвано с ръка; усилието за натиск срещу пробиваната повърхност се извършва директно, без лостове
- Настолни (колонни) – свредлото се движи в строго ограничена и обезопасена работна зона; материалът се зафиксира предварително върху работна поставка. Възможностите на този тип металообработващи машини се разширяват при използване на приспособления или специализирана конструкция за захващане на обработвания детайл и преместването му по две оси спрямо неподвижната позиция на инструмента. При използване на т. нар. приспособление „кръстата маса“, задвижвана ръчно или автоматично със система за ЦПУ, е възможна направата на канали или точно по координати програмирано пробиване на отвори.

## Предпазни мерки при работа с бормашина

### Препоръва се да се използват
- Очила. Предпазват очите от попадане на стружки
- Работни ръкавици. Предпазват ръцете от изгаряне при съприкосновение с току-що обработен (предимно) метал.
- Работно облекло.
- Шапка. Препоръчително е при ползване на бормашини от хора с дълги коси.

### Не се препоръчва да се използват
- Облекло с широки, свободно висящи ръкави.
- Облекло без ръкави